# 林村站 (广东省)
林村站，位於中國廣東省東莞市塘廈鎮林村鄉，屬於已經停用的鐵路車站。

## 概要
此站自廣深鐵路建成後啟用，一向每天每方向只有各一班普通列車停車，直至廣深鐵路電氣化並提升最高營運速度至160km/h後，停止使用。